# 255年
| 千纪： | 1千纪                                                                                           |
| 世纪： | 2世纪 \| 3世纪 \| 4世纪                                                                         |
| 年代： | 220年代 \| 230年代 \| 240年代 \| 250年代 \| 260年代 \| 270年代 \| 280年代                       |
| 年份： | 250年 \| 251年 \| 252年 \| 253年 \| 254年 \| 255年 \| 256年 \| 257年 \| 258年 \| 259年 \| 260年 |
| 纪年： | 乙亥年（猪年）；曹魏正元二年；蜀汉延熙十八年；东吴五鳳二年                                      |

## 大事记
- 中國
  - 1月，曹魏將領毌丘儉和文欽於壽春起兵，討伐司馬師。最終被司馬師親率大軍擊敗，為壽春三叛之二，孫峻率領驃騎將軍呂據、左將軍留贊偷襲壽春，正好遇到文欽兵敗來投，吳軍就此撤回。
  - 姜維趁司馬師病危發起第8次北伐，圍困狄道，於洮西大破王經，曹魏征西將軍陳泰領兵解圍，姜維在鍾題止步，暫且退兵回漢中，是為狄道之戰。
  - 3月23日，曹魏大將軍司馬師病逝。
  - 3月29日，司馬昭繼任曹魏大將軍、錄尚書事。
  - 東吳將軍孫儀、張怡、林恂密謀誅殺丞相大將軍孫峻失敗，連同孫魯育等數十人因而被殺或自殺。

## 各国领袖

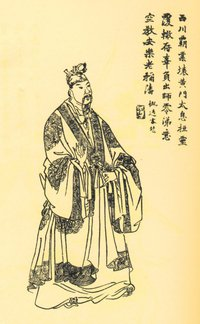
刘禅

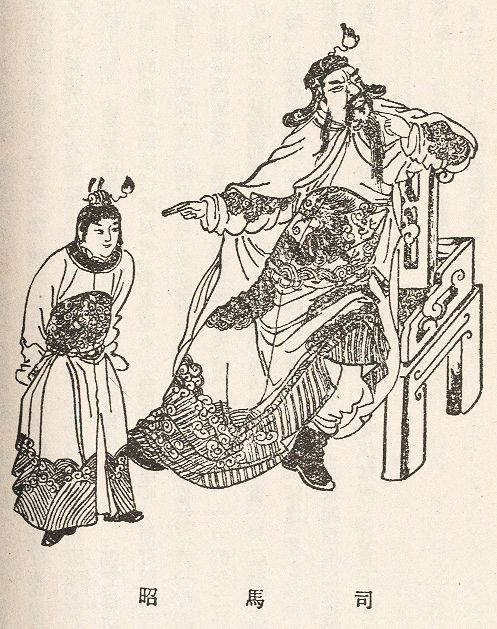
司马昭

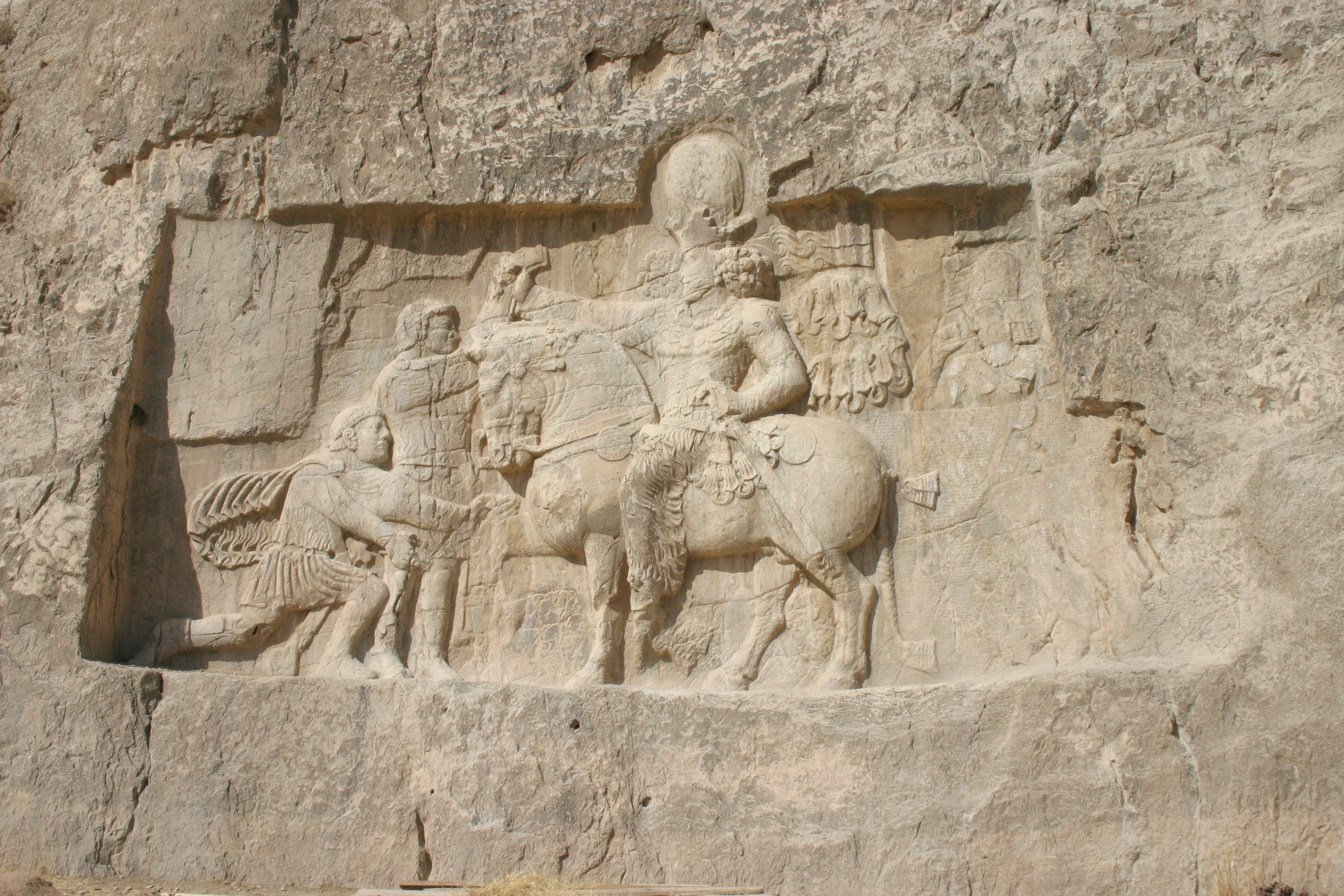
沙普尔一世

### 亞洲
- 中國（三国）
  - 蜀漢皇帝：后主刘禅（223年－263年）
  - 曹魏皇帝：魏高贵乡公曹髦（254年－260年）
    - 曹魏大將軍、录尚书事司马师（251年－255年）
    - 曹魏大將軍、录尚书事司马昭（255年－264年）

  - 孙吴皇帝：吴废帝孙亮（252年－258年）
    - 孙吴大将军孙峻（253年－256年）
- 拓跋部 - 拓跋力微, 鲜卑大人（219年－277年）
- 日本- 神功皇后（攝政，200年－270年）
- 朝鲜半岛（朝鲜三国时代）
  - 百济 - 古尔王，百济王 （234年－286年）
  - 伽耶 - 居登王，伽耶君主（199年－259年）
  - 高句丽 - 中川王，高句丽王（248年－270年）
  - 新罗 - 沾解尼師今，新罗王（247年－261年）
- 泰米尔哲罗王朝 - Ilamcheral Irumporai（241年－257年）
- 亚美尼亚- 梯里达底三世，亚美尼亚王（252年－287年）
- 伊比利亚 - 米尔达特二世，伊比利亚国王（249年－265年）
- 贵霜帝国 - 婆什色迦（英语：Vāsishka），贵霜君主（240年－265年）
- 巴克特里亞与健馱邏國- Peroz一世（250年－265年）
- 波斯萨珊王朝 - 沙普尔一世，波斯国王（241年－272年）
- 印度笈多王朝 - 室利笈多（英语：Gupta (king)），笈多国王（240年－280年）

### 欧洲
- 罗马帝国 - 

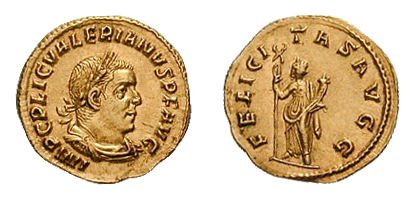
瓦勒良

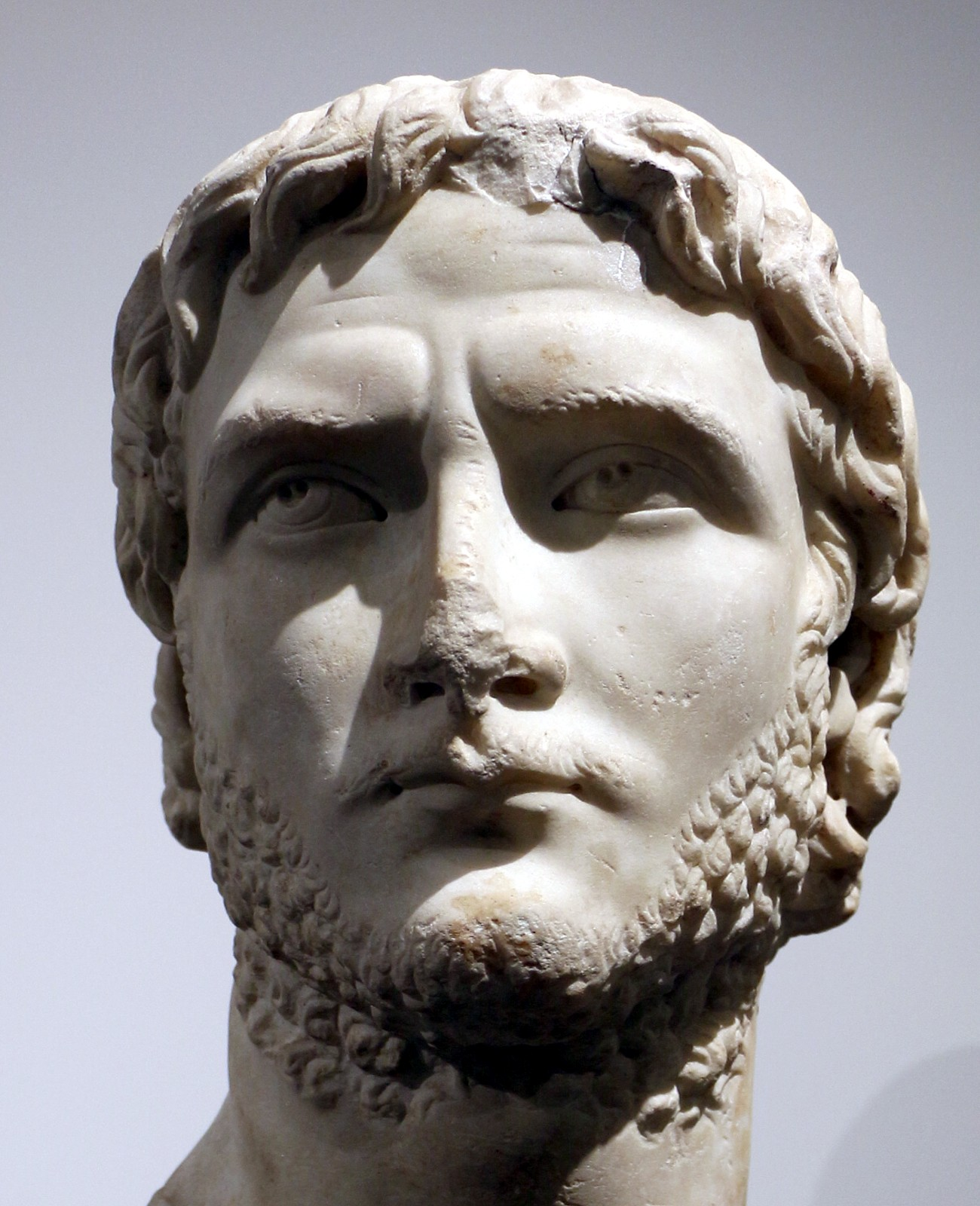
加里恩努斯

  - 瓦勒良，罗马皇帝（东部，253年－260年）
  - 加里恩努斯，罗马皇帝（西部，253年－268年）

### 非洲
- 库施王朝 - Teqorideamani，（246年－266年）

## 出生
- 張軌，西晉官員，後獲追尊為前涼武王。（314年去世）

## 逝世
- 郭淮，曹魏將領。
- 毌丘儉，曹魏將領，曾在壽春發動反司馬師兵變。
- 司馬師，曹魏大將軍。（208年出生，47岁）
- 留贊，東吳將領。（183年出生，72岁）
- 傅嘏，曹魏重要官員。（209年出生，46岁）
- 孫魯育，三国吴大帝孙权三女，母步夫人。